# Greatest American Hero
Super-Herói Americano (The Greatest American Hero, no original) é uma série norte-americana da rede ABC, que foi ao ar de 1981 a 1983. No Brasil, foi exibida em meados dos anos 80 no SBT. Apresentava as aventuras de Ralph Hinkley, um professor que havia sido presenteado por extraterrestres com um uniforme (semelhante ao de Superman) com poderes especiais. O problema é que ele perdeu o manual de instruções; esta era a parte mais atrativa do programa, pois ele sempre ficava atrapalhado com seus poderes. Quando ia voar, geralmente se esborrachava no chão ao aterrissar.

## Narração de abertura da série
Quando exibida no Brasil pelo SBT, a série começava com a seguinte narração de abertura:
"Ralph é um professor com alunos muito rebeldes. Um dia, ele sai numa excursão pelo deserto. De repente, surge um imprevisto. Algo de muito estranho começa a acontecer. Uma nave vinda do espaço com seres extraterrestres muda para sempre a vida do professor Ralph.
Quem são eles? O que querem eles? Eles vieram à Terra para transformar o professor Ralph no defensor da paz e da justiça. Para isso, ele ganha um traje especial com todas as instruções para enfrentar os perigos e lutar contra o crime.
Mas nem tudo dá certo para o nosso herói. Ele perde o manual de instruções e se torna um grande desastrado. A vida do professor Ralph corre muitos perigos. Ele precisa aprender a usar o traje especial, pois só assim ele terá poderes para lutar contra os bandidos mais perigosos do mundo.
Tudo pode acontecer com o Super-Herói Americano!"

## Elenco e personagens
- William Katt, como Ralph Hinkley/Ralph Hanley
- Robert Culp, como Bill Maxwell
- Connie Sellecca, como Pam Davidson
- Faye Grant, como Rhonda Blake
- Michael Paré, como Tony Villicana
- Jesse D. Goins, como Cyler Johnson
- William Bogert, como Les Carlisle